# Néo Soúli
Néo Soúli (Neo Souli) är en ort i Grekland.   Den ligger i prefekturen Nomós Serrón och regionen Mellersta Makedonien, i den nordöstra delen av landet, 300 km norr om huvudstaden Aten. Néo Soúli ligger 156 meter över havet och antalet invånare är 2 399.
Terrängen runt Néo Soúli är varierad. Runt Néo Soúli är det ganska glesbefolkat, med 48 invånare per kvadratkilometer. Närmaste större samhälle är Serrai, 8,1 km väster om Néo Soúli. Trakten runt Néo Soúli består till största delen av jordbruksmark.